# Barbatus z Beneventa
Svatý Barbatus z Beneventa (asi 610, Vandano – 682, Benevento) byl biskup Beneventa.

## Život
Narodil se asi roku 610 ve vesnici Vandano.
Přijal křesťanské vzdělání a byl vysvěcen na kněze. Vynikal svou horlivostí v kázání. Krátce na to se stal kurátem farnosti sv. Basila nedaleko Morcone a nakonec odešel do Beneventa. Zde ještě existovalo pohanství. Barbatovi se nelíbilo, že zde obyvatelé uctívali zlatou zmiji a strom, a proto proti nim kázal; jeho kázání však nebyla vyslyšena. Později obyvatele varoval před obléháním města císařem Konstansem II., což se také stalo. Obyvatelé přestali uctívat modly, s Barbatem strom pokáceli a zlatou zmiji roztavili a slili z ní kalich do kostela.
Dne 10. března 663 byl jmenován biskupem Beneventa. Je známo, že roku 680 se zúčastnil koncilu svolaného papežem Agathem, a roku 681 Třetího konstantinopolského koncilu.
Jeho svátek se slaví 19. února.
V Martyrologium Romanum se píše:
| „ | V Beneventu, svatý Barbatus, biskup, který obrátil Longobardy a jejich vůdce ke Kristu. | “ |